# Merasheen Island
Merasheen Island is een onbewoond eiland dat deel uitmaakt van de Canadese provincie Newfoundland en Labrador. Het eiland meet 124 km² en ligt in Placentia Bay aan de zuidkust van Newfoundland. Het huisvest vijf verlaten nederzettingen.

## Toponymie
In de 17e eeuw behoorde het eiland tot het zuidelijke deel van de Franse kust van Newfoundland. Het eiland of althans het omliggende water kreeg de naam Mer aux Chiens. Dat kan ruwweg vertaald worden als "zee van de honden", verwijzend naar de vele zeehonden in het gebied. Toen het gebied later uitsluitend nog door Engelstaligen gefrequenteerd werd, verbasterde de naam naar Merasheen.

## Geschiedenis
In de late 18e eeuw stichtten Ierse, Engelse en Schotse migranten het vissersdorp Merasheen aan de zuidwestelijke tip van het gelijknamige eiland. Het groeide doorheen de 19e en vroege 20e eeuw geleidelijk aan uit tot een van de grotere en welvarendere gemeenschappen langs Placentia Bay.
In het uiterste noorden van Merasheen ontstonden begin 19e eeuw de aan elkaar grenzende plaatsen Great Brule en Little Brule. Ook het zuidoostelijke Indian Harbour ontwikkelde zich toen tot een dorpsgemeenschap. In de jaren 1880 ontstond ook de kleine, oostelijke nederzetting Rose au Rue, waardoor het eiland toen vijf nederzettingen telde.
Begin 20e eeuw had het kleine Rose au Rue de belangrijkste walvisverwerkingsfabriek van het Dominion Newfoundland  en huisvestte Merasheen een haringverwerkingsfabriek evenals een levertraanfabriek.
Nadat de fabriek van Rose au Rue vernietigd werd door een brand in 1944, verlieten de laatste inwoners de plaats in 1946. In het kader van de provinciale hervestigingspolitiek werden ook de meeste andere plaatsen omgevormd tot spookdorpen. Eind jaren 1950 woonden er enkel te Merasheen nog mensen. Midden en eind de jaren 1960 hervestigden ook de inwoners van die plaats met provinciale steun naar dorpen op Newfoundland. Sindsdien heeft Merasheen Island geen permanente inwoners meer.

## Geografie
Merasheen Island is het grootste eiland voor de zuidkust van Newfoundland. Het ligt centraal in Placentia Bay en heeft van noord naar zuid een lengte van zo'n 35 km. In het zuiden is het eiland met een maximum van 8 km op z'n breedst, al is het voor de rest langs vrijwel zijn hele lengte amper 2 à 4 km breed. Het langwerpige Merasheen Island ligt ten oosten van de Ragged Islands, ten westen van Long Island en ten noordwesten van Red Island.
Het eiland ligt gemiddeld zo'n 15 à 20 km van het "vasteland" van Newfoundland verwijderd. De zuidwestelijke tip ligt het dichtst bij Newfoundland, namelijk op slechts 5 km van Burin. De noordelijke tip ligt 12 km ten zuidwesten van de Landengte van Avalon. 